# الدعارة في بنما
الدعارة في بنما قانونية ومنظمة. يُطلب من البغايا التسجيل وحمل بطاقات الهوية. ومع ذلك، فإن غالبية البغايا غير مسجلات. هناك 2650 عاملة في مجال الجنس مسجلات لدى الحكومة في 2008، ولكن لا توجد معلومات دقيقة عن العدد الإجمالي للأشخاص الذين يمارسون الدعارة في البلاد. تشير بعض التقديرات إلى أن عدد البغايا غير المسجلات يصل إلى 4,000.